# 김용수 (1969년)
김용수(1969년 5월 3일 ~ )는 대한민국의 배우이자 무술감독이다.

## 출연작

### 영화
- 1991년 《천국의 계단》 ... 기자 2 역
- 1992년 《B타입의 정사 2》
- 1993년 《화엄경》 ...  넝마 역
- 1994년 《49일의 남자》 ... 사내 1 역
- 1997년 《똑바로 살아라》 ... 운쨩 역
- 1999년 《깡패 수업 2》 ... 행패꾼 2 역
- 1999년 《삼양동 정육점》 ... 강간범 역
- 1999년 《만날 때까지》 ... 정보장교 역
- 1999년 《세기말》 ... 요요사내 아들 역
- 2003년 《마법경찰 갈갈이와 옥동자》 ... 요괴 3 역
- 2005년 《천군》 ... 북한 대원 1 역, 무술팀
- 2005년 《미스터 소크라테스》 무술팀
- 2005년 《왕의 남자》 무술팀
- 2006년 《로망스》 무술팀
- 2006년 《모노폴리》 무술팀
- 2007년 《마파도 2》 ... 경호원 4 역
- 2007년 《동갑내기 과외하기 레슨 2》 ... 분식집 주방장 역, 무술팀
- 2007년 《꽃미남 연쇄 테러사건》 ... 곰 역, 무술팀
- 2007년 《펀치 레이디》 무술팀
- 2007년 《색즉시공 2》 ... 은식 상대 역, 무술팀
- 2007년 《대한이, 민국씨》 무술팀
- 2008년 《무림여대생》 무술팀
- 2008년 《아기와 나》 무술지도
- 2008년 《1724 기방난동사건》 무술팀
- 2010년 《무적자》 ... 선박 위 조직원 3 역, 무술팀
- 2011년 《로맨틱 헤븐》 무술팀
- 2011년 《마마》 무술팀
- 2011년 《최종병기 활》 무술지도
- 2011년 《특수본》 무술지도
- 2012년 《바람과 함께 사라지다》 무술팀
- 2012년 《남영동1985》 무술지도
- 2012년 《26년》 무술팀
- 2013년 《스파이》 무술팀
- 2013년 《친구 2》 무술팀

### TV 드라마
- 2003년 SBS 대하드라마 《야인시대》 조개옥 역